# Dimitrie Papazoglu
Dimitrie Papazoglu (n. 28 martie 1811, București - 2 august 1892, București) a fost un colonel de armată român, istoric, cartograf și geograf.

## Biografie
S-a născut la 28 martie 1811, în București, în hanul mănăstirii Zlătari, aflată în jurul actualei biserici cu același nume din Calea Victoriei.
Primul înaintaș cunoscut a fost Bașa Constantin Pappasoglu (care înseamnă fiu de popă), originar din satul Linotopi din Castoria numit mare pârcălab de administrația turcească. Fiul lui, Nicolae, fuge din cauza persecuțiilor turcești și ajunge în ținutul Craiovei unde se însoară cu jupâneasa Dumitrana Slătineanu, fiica ispravnicului din Slatina.
A participat la liniștirea mișcărilor bulgărești din Brăila, din anii 1841–1843, la Revoluția din 1848, la stingerea marelui incendiu din București din martie 1847, a comandat unități militare dizlocate în diferite orașe din țară.
În anul 1855 a demisionat din armată, cu gradul de maior, dar, în 1884, când s-a reorganizat Armata Română, a fost înaintat la gradul de locotenent-colonel.
Papazoglu a fost preocupat în mod deosebit și de istoria Bucureștilor.
Papazoglu s-a ocupat și de arheologie.
A fost comisar al Ministerului Instrucțiunii alături de Alexandru Odobescu, Cezar Bolliac și Alexandru Pantelimon și a organizat un muzeu în care a expus descoperirile sale.
El inspectează 60 de mănăstiri, din diferite județe, catalogând obiectele prețioase și de artă identificate aici, desenând, copiind inscripții, pe care le-a publicat, în bună parte, cu propriile mijloace. Papazoglu a fost legat sufletește de starețul Calinic de la Cernica încă din copilărie, fiind profund atașat de credința ortodoxă, după cum el însuși mărturisea.
A încetat din viață în anul 1892 și a fost înmormântat la mănăstirea Cernica de lângă București.

## Publicații
- „Harta generală a României”, 1859
- „Atlasul geografic și statistic al României”, 1864
- „Istoria Fondărei Orașului București”, 1891
- „Al cui e Bucureștiul”[7]